# Robert Saudek

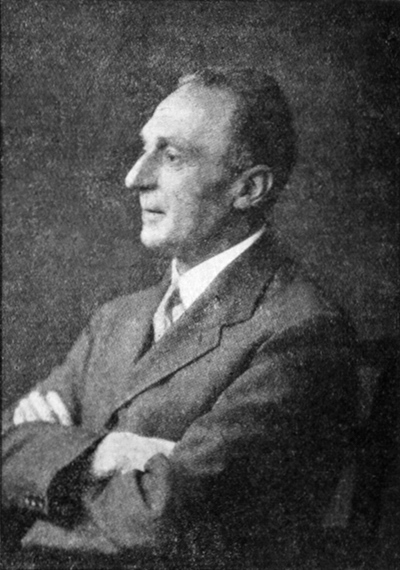
Robert Saudek, ca. 1928

Robert Saudek (geboren 21. April 1880 in Kolin, Österreich-Ungarn; gestorben 15. April 1935 in London) war ein tschechoslowakischer Graphologe, Diplomat und Schriftsteller.

## Leben
Robert Saudek war ein Sohn eines Bettenherstellers und studierte um 1900 an der Karls-Universität Prag, Universität Leipzig und an der Sorbonne in Paris. Um sein Studium zu finanzieren, schrieb er Theaterstücke, Essays, Epigramme und Romane. Während des Ersten Weltkriegs lebte er im neutralen Den Haag und verdiente sein Unterhalt als Übersetzer, er sprach fließend tschechisch, englisch, niederländisch, französisch und deutsch. Nach dem Krieg war er im diplomatischen Dienst der tschechoslowakischen Regierung in London tätig. Im Jahre 1924 war er Korrespondent der Prager Zeitung und gründete eine graphologische Praxis. Saudek stand mit den bekanntesten Graphologen der Zeit, Hans Heinrich Busse und Ludwig Klages, im steten Briefwechsel.
Die Schriftstellerin Gisa Picková-Saudková war eine Schwester, der jüdische Politiker Ludvík Singer (1876–1931) ein Schwager Saudeks.

## Werke (Auswahl)
- Der entfesselte Riese. Roman. Schuster & Loeffler, Leipzig 1910.
- mit Alfred Salm: Das Märchen vom Heiligenwald. Verlag von Carl Reißner, 1912.
- Dämon Berlin. Concordia Deutsche Verlagsanstalt, Berlin 1907.
- Und über uns leuchtende Sterne.
- Wissenschaftliche Graphologie. Drei Masken Verlag, München 1926.
- Diplomaten. Drei Masken Verlag, München 1921.
- Experimentelle Graphologie. Pan-Verlag Kurt Metzner, Berlin 1929.

## Weblink
- Werke von Robert Saudek bei Open Library

| Personendaten    | Personendaten                                     |
| ---------------- | ------------------------------------------------- |
| NAME             | Saudek, Robert                                    |
| KURZBESCHREIBUNG | deutscher Graphologe, Diplomat und Schriftsteller |
| GEBURTSDATUM     | 21. April 1880                                    |
| GEBURTSORT       | Kolin, Böhmen                                     |
| STERBEDATUM      | 15. April 1935                                    |
| STERBEORT        | London                                            |